# Hrabství Longford
Hrabství Longford (irsky Contae an Longfoirt, anglicky County Longford) je irské hrabství nacházející se ve středu země v bývalé provincii Leinster. Sousedí s hrabstvím Westmeath na jihovýchodě, s hrabstvím Cavan na severovýchodě, s hrabstvím Leitrim na severu a s hrabstvím Roscommon na západě.
Hlavním městem hrabství je Longford. Hrabství má rozlohu 1091 km² a žije v něm přibližně 41 tisíc obyvatel.
Mezi zajímavá místa patří například jezero Ree.
Dvoupísmenná zkratka hrabství, používaná zejména na SPZ, je LD.